# Gia Lam
Gia Lâm är ett landsbygdsdistrikt (huyện) öster om Hanoi som tillhör provinsen Hanoi, Vietnam. Ytan är 172,9 km². I nordväst gränsar distriktet till Long Biêndistriktet.
I Gia Lâm ligger byn Bat Trang.